# Feldbahn Bad Feilnbach
Neuste Korrespondenz mit dem Betreiber ergab, dass diese Feldbahn weiter in Betrieb ist!
| Feldbahn Bad Feilnbach | Feldbahn Bad Feilnbach |
| ---------------------- | ---------------------- |
| Spurweite:             | 1000 mm (Meterspur)    |
|                        |                        |

Die Feldbahn Bad Feilnbach ist eine Feldbahn im letzten bayerischen Torfwerk in Bad Feilnbach (Bayern). Sie hat eine Spurweite von 1000 mm. Die Bahn ist sporadisch in Betrieb.

## Geschichte
Das Torfwerk Feilnbach liegt südöstlich der Anschlussstelle Bad Aibling der A8 direkt an der Straße Bad Aibling–Bad Feilnbach. Die Anlage gehörte früher einer Münchner Brauerei, die Torf als Brennstoff für die Malzherstellung verwendete. Zu dieser Zeit gab es etwa 80 Mitarbeiter.
Die meterspurige Torfbahn verband das Torfwerk Nicklheim und den Bahnhof Au bei Bad Aibling auf der ehemaligen Bahnstrecke Bad Aibling–Feilnbach der LAG. Das Netz war damals etwa 15 Kilometer lang, 2012 waren es nur noch etwa 3 Kilometer.
Das Torfwerk Feilnbach bei Bad Feilnbach produziert Torf für medizinische Zwecke ausschließlich für die Kurkliniken in Bad Feilnbach und Bad Aibling. Der Pächter baut zudem Düngertorf auf einem kleineren Streckennetz ab. Die meisten Gebäude der alten Torffabrik wurden 1980 abgerissen, um Platz für andere Einrichtungen zu schaffen. Der alte gemauerte Lokschuppen ist erhalten und wurde 1988 komplett saniert.
2022 werden ausschließlich Diema-Maschinen eingesetzt.

## Fahrzeuge

### Feldbahnloks mit 1000-mm-Spur im Einsatz (2012)
- Diema FNr. 1669 / Baujahr 1954, Typ DL8, B-dm, 750 mm, 9. Juni 1954 geliefert an Sandsteinindustrie Paul Ebeling, Obernkirchen / 1972 über Diema nach Umbau in 1000 mm an Torfwerk Füglein, Bad Feilnbach
- Diema FNr. 2058 / Baujahr 1957, Typ DL8, B-dm, 1010 mm, 19. Juni 1957 geliefert an Torfwerk Füglein, Bad Feilnbach (1978 bis vor 1988 mit Bagger ausgerüstet)
- Schöma FNr. 4230 / Baujahr 1977, Typ CHL 20G, B, 1000 mm, November 1977 geliefert an Michael Füglein, Torfwerk, Bad Feilnbach „G9A-875“

### Hydraulikkipper Typ HFK 3/1
- Diema FNr. 3600/1975, zweiachsig, 1010 mm - Hydraulikkipper 25.02.1975 geliefert an Torfwerk Feilenbach, Josef Füglein KG, Bad Feilnbach (1976, 07.1988 vh)
- Diema FNr. 4242/1979 und 4291/1979, 2-achsig, 1000 mm - Hydraulikkipper – am 23. Februar 1979 an Torfwerk Feilenbach geliefert (Juli 1988 vorhanden)
- Diema FNr. 4360–4362/1980, 2-achsig, 1000 mm - Hydraulikkipper – am 13. März 1980 an Torfwerk Feilenbach geliefert (1995 vorhanden)
- Diema FNr. 4501–4503/1981, 2-achsig, 1000 mm - Hydraulikkipper - am 4. September 1981 an Torfwerk Feilenbach geliefert (1995 vorhanden)

### Nicht mehr vorhanden
- Krauss FNr. 2753/Baujahr 1892, Typ XIV w, B n2t, 1020 mm, neu an Torfwerk Feilnbach, Josef Füglein (ca. 1965 verschrottet)
- Krauss FNr. 3139/Baujahr 1894, Typ XIV aa, C n2t, 1020 mm, neu an Torfwerk Feilnbach, Josef Füglein (ev. 1’B n2t, ca. 1965 verschrottet)